# Yūsha Shōkan ni Makikomareta kedo, Isekai wa Heiwa deshita
Yūsha Shōkan ni Makikomareta kedo, Isekai wa Heiwa deshita (勇者召喚に巻き込まれたけど、異世界は平和でした) ist eine Light-Novel- und Mangareihe des japanischen Autoren Toudai.
Das Werk, welches in die Gattungen Isekai, Romantik und Slice of Life verortet werden kann, wurde im Mai des Jahres 2016 als Webroman auf der Publishing-Plattform Shōsetsuka ni Narō erstveröffentlicht. Dieses Fortsetzungswerk erfuhr eine Realisierung als Light-Novel-Serie, dessen erster Band am 22. Juni 2017 beim Verlag Shinkigensha erschien. Eine Manga-Adaptation startete am 25. August 2018 im Comp-Ace-Magazin des japanischen Verlages Kadokawa.
Die Geschichte folgt dem 21-jährigen College-Studenten Kaito Miyama, der durch eine Heldenbeschwörung versehentlich in die Welt Trinia gerufen wurde.

## Handlung
Vor Tausenden von Jahren überfiel der Dämonenkönig trotz eines Verbots der sechs Könige die Welt der Menschen. Diese und andere Völker die diese Welt bewohnten hatten Probleme, sich gegen die Gewalt der Dämonen zu behaupten. Aus diesem Grund wurde es notwendig, einen Helden aus einer anderen Welt zu rufen, der sich dem Eindringling und seinen Schergen entgegenstellt. Der erste Held, ein japanisches Mädchen namens Hikari, konnte den Dämonenkönig besiegen. Nachdem ein Waffenstillstand und ein Nichtangriffspakt zwischen den Menschen und den Dämonen unterzeichnet wurden, war es der erste Held, der Trinia den Weltfrieden bringen konnte.
Um den Sturz des Dämonenkönigs und die Errungenschaften des Helden zu würdigen, findet alle zehn Jahre in ganz Trinia ein Festival statt. Als Teil der Festivalzeremonie wird eine Person aus einer anderen Welt beschworen, die den dekorativen Titel des Helden erhält und an allen Feierlichkeiten teilnimmt. Dabei wechseln sich die Königreiche Trinias bei der Heldenbeschwörung ab.
Irgendwo in Japan befindet sich der 21-jährige College-Student Kaito Miyama auf dem Nachhauseweg, als er gemeinsam mit den Oberschülern Aoi Kusunoki, Hina Yuzuki und Seigi Mitsunaga in die Welt Trinia ins Königreich Symphonia gerufen wird. Lilia Albert, eine Herzogin und ehemalige Prinzessin Symphonias, die verantwortlich für die Beschwörung war erklärt Kaito, Hina und Aoi, dass sie versehentlich in die Heldenbeschwörung involviert wurden und nur Seigi als Held nach Trinia gerufen werden sollte. Sie fügt hinzu, das die Welt in Frieden lebt, der Heldentitel Teil einer Feierlichkeit ist und sie nach einem Jahr wieder in ihre ursprüngliche Welt zurückkehren können.
Sie lernen, das in Trinia Magie existiert. Während Hina ihre magischen Fähigkeiten nutzen kann um ihre Physis zu verstärken und Aoi eine Affinität für Erdelementarmagie besitzt, erfährt Kaito, dass seine Kraft darin besteht, Emotionen in magischen Strömungen seiner Umgebung zu fühlen. Diese Empathiemagie ist zudem in der Lage, Feindseligkeit in der Magie des Anwenders zu spüren und dementsprechend zu adaptieren. Kaito beschließt, Trinia zu erkunden. Auf seinen Abenteuern trifft er auf die Dämonin Chromeina, die sich als eine der sechs Könige herausstellt, die Göttin der Schöpfung Shilo-Vanal, die Königin des Todes Isis Remnant, die Weltenkönigin Lillywood Yggdrasil und sogar die erste Heldin, die sich dagegen entschied in ihre alte Welt zurückzukehren.
So verbringen sie eine friedliche und ereignisreiche Zeit in Trinia. Doch der Schein trügt, denn der Illusionskönig hat ein Auge auf Kaito geworfen. Dieser will ihn und seine Entschlossenheit prüfen und involviert dabei sowohl den Kriegskönig Megido als auch den Drachenkönig Magnawell in seine Pläne.

## Charaktere
Die Informationen wurden aus der offiziellen englischsprachigen Lokalisierung der Mangareihe, herausgegeben von Seven Seas Entertainment, entnommen. Anm. 1 Anm. 2 Anm. 3

### Hauptcharaktere
Kaito Miyama (宮間 快人, Miyama Kaito)
Der Protagonist der Geschichte. Ein zum Beginn des Werkes 21-jähriger ehemaliger College-Student im dritten Lehrjahr, der auf dem Nachhauseweg in eine Heldenbeschwörung involviert und nach Trinia ins Königreich Symphonia gerufen wurde. In seiner Zeit an der Oberschule war er ein Hikikomori, der schlecht in der Schule war, Videospiele spielte und sich von der Welt abkapselte.
Seine Eltern starben bei einem Verkehrsunfall, als er zwölf Jahre alt war, und er wurde bis zu seiner versehentlichen Beschwörung von seiner Tante und Onkel aufgezogen.
Kaito hat die Fähigkeit, Emotionen in magischen Strömungen seiner Umgebung zu fühlen. Seit seiner versehentlichen Beschwörung nach Symphonia führt Kaito ein Tagebuch, in dem er seine Erlebnisse niederschreibt.
Chromeina (クロムエイナ, Kuromeina)
Eine Hauptprotagonistin der Geschichte. Sie ist eine von sechs Königen, die über das Dämonenreich herrschen. Sie hat eine unbeschwerte und freundliche Ader, zeigt aber auch Temperament, wenn Personen, die sie mag, respektlos behandelt werden. Sie ist eine Dämonin, die seit mehreren hundert Jahren lebt. In der Welt der Sterblichen ist sie als König Hades bekannt.
Sie besitzt lediglich Halbwissen über die Menschenwelt, das sie durch Gespräche mit früheren Helden erwarb. Chromeina mag ihre wahre Gestalt nicht, da diese sehr an Shallow Vernal erinnert. Kuromueina war Teil von Vernals Seele die später eine eigene Persönlichkeit und Aussehen entwickelte. Sie wird Chro (im Original: クロ Kuro) genannt.
Chro hat ein kindlich wirkendes Gesicht, kurze silberfarbene Haare und goldfarbene Augen.  Laut Shilo-Vanal besitzt Chromeina kein festes biologisches Geschlecht, sondern kann dieses wechseln. Laut Kronoa, der Göttin der Zeit, überfiel Chro vor 20.000 Jahren die himmlische Welt, nahm nach Ende des Konfliktes die Form eines jungen Mädchens an und agiere so als hätte es Angriff auf die himmlische Welt niemals gegeben. Nur wenige Wesen kennen die diese Begebenheiten.
Lilia Albert (リリア・アルベルト, Riria Aruberuto)
Neben Kuro eine Hauptprotagonistin der Geschichte. Sie ist eine Adelige mit sanftem und freundlichem Gemüt. Auch wenn sie nicht so aussieht, ist sie eine begabte Kämpferin, die zahlreiche militärische Auszeichnungen vorweisen kann. Aufgrund ihrer Kampferfolge wurde sie bereits im Alter von 14 Jahren als „White Rose Valkyrie“ und stärkste Kapitänin der zweiten Einheit der königlichen Ritter bekannt. Lilia erlernte durch Sieglinde den Umgang mit dem Schwert. Sie gibt sich die Schuld dafür, dass Sieglinde bei einem Monsterangriff schwer verletzt wurde und ihre Stimme verlor.
Allerdings hat sie große Schwierigkeiten im Umgang mit hochrangigen nichtmenschlichen Autoritäten, wie etwa den sechs Königen oder hochrangigen Göttern.
Sie ist die jüngere Halbschwester des Königs und eine ehemalige Prinzessin Symphonias. Sie ist die leibliche Tochter des Königs und der Königin, während ihr Halbbruder von einer Konkubine geboren wurde. Unter den Adeligen entbrannte ein Streit, wer die Thronfolge antreten solle. Sie verzichtete auf den Thron, womit ihr Halbbruder König wurde.
Lilia ist diejenige, die für die Heldenbeschwörung verantwortlich war.

### Andersweltler
Seigi Mitsunaga (光永 正義, Mitsunaga Seigi)
Ein Oberschüler, der aus Japan nach Trinia ins Königreich Symphonia beschworen wurde. Er erhält den dekorativen Titel des Helden für eine feierliche Zeremonie, die alle zehn Jahre stattfindet, um den Fall des Dämonenkönigs zu zelebrieren. Sein Titel sorgte zeitweise dafür, dass er ein aufgeblasenes Ego aufbaute. Als er sich in Prinzessin Cattleya verliebt, versucht er, seinen Charakter zu verbessern.
Seigi ist Hinas Cousin. Er hatte romantische Gefühle Aoi Kusunoki.
Aoi Kusunoki (楠 葵, Kusunoki Aoi)
Aoi ist eine Oberschülerin im zweiten Jahr, die versehentlich nach Trinia herbeigerufen wurde. Sie war gemeinsam mit Hina Mitglied im Leichtathletik-Club ihrer Oberschule. Aoi galt an ihrer Schule als Musterschülerin. Sie stammt aus einem strengen Haushalt und spielte RPGs, um ihren Stress abzubauen. Kusunoki hat eine Affinität für Erdmagie.
Hina Yuzuki (柚木 陽菜, Yuzuki Hina)
Eine Oberschülerin im ersten Jahr, die wie Aoi versehentlich in die Heldenbeschwörung involviert wurde und so in Trinia landete. Sie hat verfügt über magische Fähigkeiten, die ihre physische Fertigkeiten verstärkt. So kann sie zum Beispiel etwa 100 Meter binnen weniger Sekunden zurücklegen. Sie erhält den provisorischen Segen der Göttin des Himmels.
Hinas älterer Bruder war Kaitos Klassenkamerad in der Oberschule und zudem Klassensprecher. Auch ist sie Seigis Cousine.

## Die Welt

### Allgemeiner Hintergrund
Die Welt, Trinia, besteht aus insgesamt drei Ebenen, die durch eine unsichtbare Barriere voneinander getrennt sind. In der obersten Ebene leben heilige Wesen und Götter. Die mittlere Ebene, die für die Sterblichen gedacht ist, werden von den Menschen, Elfen und Zwergen bewohnt. In der untersten und flächenmäßig größten Ebene leben die Dämonen. Durch Tore ist es möglich, jede Ebene zu besuchen. Während göttliche und heilige Wesen eher selten in den Gefilden der sterblichen Ebene zu sehen sind, sind Dämonen häufiger anzutreffen. Die Währung Trinias heißt Rilas. Ein Rila entspricht ungefähr 100 Yen.
Seit dem Sturz des Dämonenkönigs durch den ersten beschworenen Helden leben Menschen, Götter und Dämonen friedlich miteinander. Alle zehn Jahre werden in ganz Trinia Feierlichkeiten abgehalten, um den Helden zu ehren. Die Menschheit wusste zu Beginn nichts von der Existenz der göttlichen und der Dämonenwelt, wobei die anderen Dämonen und Götter von der menschlichen Welt wussten. Den Dämonen war der Kontakt zur menschlichen Welt durch ein Gesetz der sechs Könige untersagt, welches vom Dämonenkönig gebrochen wurde. Die sechs Könige waren stärker als der Dämonenkönig und stuften diesen dennoch als Bedrohung ein. Nachdem der Dämonenkönig schließlich in die Welt der Sterblichen eindrang, wurde es notwendig einen Helden aus einer anderen Welt zu beschwören, der dem Eindringling entgegentritt. Nach dem Sieg über den Dämonenkönig, dem Erreichen eines Waffenstillstands sowie der Unterzeichnung eines Nichtangriffspaktes zwischen den Menschen und Dämonen, war es der erste Held, der mit Unterstützung der sechs Könige Frieden zwischen allen Welten sicherstellen konnte.
In Trinia existiert Magie, die eingesetzt werden kann. Diese sind in die Elementartypen Wasser, Feuer, Wind, Erde, Elektro, Licht und Dunkel unterteilt. Zudem existiert elementarunabhängige Magie. Magie kann in Gegenstände wie Edelsteine gespeichert und lediglich von Personen mit einer magischen Affinität genutzt werden.
Das Reich der Dämonen ist in fünf Regionen aufgeteilt, die von einem der sechs Könige regiert werden. In der östlichen Region, welches überwiegend Wiesen und Seen aufweist, ist Chromeinas Regierungsgebiet. Im Süden, dass hauptsächlich aus Gebirge besteht, ist das Reich des Drachenkönigs. Im Westen, eine Region voller Wüsten und Vulkane, ist das Herrschaftsgebiet des Kriegskönigs Megido, während Todeskönigin Isis im Norden des Dämonenreichs lebt.

### Ränge und Klassensystem
In der Welt der Dämonen gibt es im Grunde kein allgemeines Rangsystem, allerdings werden besonders starke Dämonen in Klassen eingeteilt, die einem Adelstitel entsprechen. Diese können mit Hilfe von Verhüllungsmagie ihre Identität verbergen, sodass nur Personen mit Erlaubnis den Namen des betreffenden Dämonen aussprechen können.
Unter den himmlischen Göttern gibt es ebenfalls ein Rangsystem. Dieses umfasst vier Stufen, wobei der Schöpfergott an oberster Stelle steht. Dem unterstellt sind höchsten („supreme gods“), hohen („higher gods“) und kleine („lower gods“) Gottheiten.

### Bevölkerung
Unter den Sterblichen beträgt das Verhältnis zwischen Männern und Frauen 4:6; bei den Dämonen liegt dieses bei 3:7. Zudem werden wesentlich mehr Mädchen als Jungen geboren. Aufgrund des Missverhältnisses zwischen den Geschlechtern ist Polygamie in den meisten Staaten Trinias akzeptiert. Die göttlichen Wesen sind allesamt weiblichen Geschlechts.
Dämonen haben eine größere Lebensspanne als Menschen und verfügen aufgrund dessen ein anderes Zeitgefühl. Außerdem sind sie weder auf Nahrung oder Schlaf angewiesen.

## Medien

### Webroman und Light-Novel-Serie
Toudai startete die Geschichte am 7. Mai 2016 auf der Online-Publishing-Plattform Shōsetsuka ni Narō. Es ist Toudais Debütwerk. Bis Dezember 2024 wurden auf Shōsetsuka ni Narō mehr als 2.000 Kapitel veröffentlicht. Nachdem Toudai im Jahr 2017 den Hauptpreis beim Morning Star Award für das Werk erhielt, kündigte der japanische Verleger Shinkigensha an, die Reihe in physischer Form zu veröffentlichen.
In einem geführten Interview nach dem Gewinn des Literaturpreises erklärte Toudai, dass er ursprünglich eine Geschichte schreiben wollte, in der der beschworene Protagonist von der Gesellschaft ausgegrenzt wird und er eine geheime Superkraft entdeckt. Da er sich unsicher war, eine gute und fesselnde Handlung schreiben zu können, verwarf er diese Idee. Stattdessen entschied er sich dafür, den Helden in eine friedliche Fantasywelt zu rufen, in der er freundlich empfangen und aufgenommen wird.
Der erste Band in physischer Form wurde am 22. Juni 2017 in Japan veröffentlicht.
| Band | Japanisch        | Japanisch              |
| Band | Veröffentlichung | ISBN                   |
| ---- | ---------------- | ---------------------- |
| 01   | 22. Juni 2017    | ISBN 978-4-7753-1503-3 |
| 02   | 23. Okt. 2017    | ISBN 978-4-7753-1549-1 |
| 03   | 22. März 2018    | ISBN 978-4-7753-1580-4 |
| 04   | 5. Aug. 2018     | ISBN 978-4-7753-1611-5 |
| 05   | 17. Nov. 2018    | ISBN 978-4-7753-1634-4 |
| 06   | 28. März 2019    | ISBN 978-4-7753-1708-2 |
| 07   | 31. Juli 2019    | ISBN 978-4-7753-1737-2 |
| 08   | 22. Nov. 2019    | ISBN 978-4-7753-1784-6 |
| 09   | 20. Mai 2020     | ISBN 978-4-7753-1817-1 |
| 10   | 14. Dez. 2020    | ISBN 978-4-7753-1871-3 |
| 11   | 19. Mai 2021     | ISBN 978-4-7753-1907-9 |
| 12   | 4. Okt. 2021     | ISBN 978-4-7753-1958-1 |
| 13   | 4. Juli 2022     | ISBN 978-4-7753-1998-7 |
| 14   | 19. Dez. 2023    | ISBN 978-4-7753-2085-3 |

### Manga
Eine Realisierung des Werkes als Manga-Serie mit Zeichnungen von Jirō Heian startete mit der Veröffentlichung des ersten Kapitels in der Oktober-2018-Ausgabe des japanischen Manga-Magazins Comp Ace am 25. August 2018. Am 26. April 2019 erschien der erste Band der Mangareihe in gedruckter Form im Tankōbon-Format beim japanischen Verlag Kadokawa. Bis Ende September 2024 wurden neun Bände im Taschenbuch-Format in Japan herausgegeben.
Im Februar des Jahres 2021 gab der US-amerikanische Manga- und Light-Novel-Publisher Seven Seas Entertainment bekannt, die Mangareihe für eine englischsprachige Lokalisierung lizenziert zu haben. Der erste Band in englischer Sprache erschien am 10. August 2021. Der französische Verleger Meian Editions gab am 10. Dezember 2024 bekannt, die Mangaserie lizenziert zu haben. Der erste Band in französischer Sprache wurde am 25. Januar 2025 herausgegeben.
| Band | Japanisch        | Japanisch              |
| Band | Veröffentlichung | ISBN                   |
| ---- | ---------------- | ---------------------- |
| 01   | 26. Apr. 2019    | ISBN 978-4-04-108144-0 |
| 02   | 26. Okt. 2019    | ISBN 978-4-04-108774-9 |
| 03   | 26. Juni 2020    | ISBN 978-4-04-109625-3 |
| 04   | 26. Apr. 2021    | ISBN 978-4-04-111354-7 |
| 05   | 25. Sep. 2021    | ISBN 978-4-04-111803-0 |
| 06   | 26. Apr. 2022    | ISBN 978-4-04-112474-1 |
| 07   | 26. Okt. 2022    | ISBN 978-4-04-112941-8 |
| 08   | 25. Juli 2023    | ISBN 978-4-04-112942-5 |
| 09   | 25. Sep. 2024    | ISBN 978-4-04-113807-6 |

## Erfolg

### Verkaufszahlen und Chartplatzierungen
Laut Light Novel News konnten bis 2021 etwa 300.000 Exemplare der Romane in Japan verkauft werden. Bis Dezember 2023 konnten die Romane ca. 1,4 Millionen Exemplare in Japan absetzen.
Mehrere Werke der Light-Novel-Serie konnten sich in den Oricon-Light-Novel-Charts positionieren, darunter der neunte, zwölfte und dreizehnte Band der Reihe. Anm. 4 Der neunte Band erreichte mit rund 4.450 verkauften Büchern in der ersten Woche nach Publikation Platz sieben des Rankings. Band zwölf verkaufte sich etwa 3.800 mal und stieg auf Platz fünf der Light-Novel-Charts ein. Der dreizehnte Roman der Reihe verkaufte ebenfalls rund 3.800 Einheiten, was Platz sieben in den Charts bedeutete. Anm. 5
In den Manga-Verkaufscharts, die ebenfalls von Oricon erhoben werden, konnten sich mehrere Bände der Mangaserie positionieren. Anm. 6 So erreichte der sechste Teil der Serie mit 18.500 verkauften Einheiten in der ersten Verkaufswoche Platz 23. Der siebte Manga-Band konnte in der ersten Woche nach seiner Publikation 18.500 mal verkauft werden, verpasste aber mit Platz 33 einen Einstieg in die Top-30 der Chartliste. Anm. 7 Der achte Band der Reihe setzte in seiner ersten Verkaufswoche etwas mehr als 16.500 Exemplare ab, womit der Titel auf Platz 28 einstieg. Band neun des Mangas verkaufte sich rund 17.400 mal und erreichte Platz 20 der Oricon-Mangaverkaufscharts.

### Besprechungen
Yūsha Shōkan ni Makikomareta kedo, Isekai wa Heiwa deshita wurde im Jahr 2017 mit dem Hauptpreis beim Morning Star Award des Verlages Shinkigensha ausgezeichnet. Das Werk wurde in die Liste der „30 Isekai-Manga, die besser sind als man denkt“ von Comic Book Resources aufgenommen und auf Platz 21 gelistet. In der Begründung hieß es, dass Isekai-Werke, die Actionszenen durch ein Slice-of-Life-Szenario ersetzen, immer gewöhnlicher werden. Das Werk sei ein entspannter Zeitvertreib mit einer schrittweisen Charakter- und Weltbildung, der Konflikte auf ein Minimum begrenze. Sage Ashford von Comic Book Resources nahm Yūsha Shōkan ni Makikomareta kedo, Isekai wa Heiwa deshita in die Liste der „11 Besten Isekai-Manga, die noch immer eine Anime-Umsetzung brauchen“ auf und listete ihn auf Platz zehn.
Neon Onrai besprach den Manga für die japanische Plattform Dengeki Online und bewertete diesen positiv, was hauptsächlich an den Charakteren des Werkes fest gemacht wurde. Kaito, der Protagonist, erhalte bei der Beschwörung keine Cheat-Fähigkeit, sondern könne sich aufgrund seiner sensiblen Charaktereigenschaft in andere Personen hineinversetzen. Dadurch sei er in der Lage den Schmerz und das Leid seines Gegenübers zu erahnen.

### Auszeichnungen
Die Mangaserie wurde 2024 neben 19 weiteren Titeln in die Auflistung You Should Read This Manga („Du solltest diesen Manga lesen“) von MyAnimeList in der Kategorie For Beginners aufgenommen.

### Belege
1. 1 2 3  Vgl. Band 1, Kap. 1, S. 3–7
2. ↑  Vgl. Band 1, Kap. 2, S. 39
3. ↑  Vgl. Band 8, Kap. 43, S. 71
4. ↑  Vgl. Band 2, Kap. 8, S. 12–13
5. ↑  Vgl. Band 2, Kap. 9, S. 42
6. ↑  Vgl. Band 3, Side Story 2, S. 168–169
7. ↑  Vgl. Band 1, Kap. 3, S. 69
8. ↑  Vgl. Band 1, Kap. 7, S. 162–164
9. ↑  Vgl. Band 1, Kap. 1, S. 24
10. ↑  Vgl. Band 1, Kap. 6, S. 150
11. ↑  Vgl. Band 2, Side Story 1, S. 156
12. ↑  Vgl. Band 2, Side Story 1, S. 164
13. ↑  Vgl. Band 3, Kap. 101–104
14. ↑  Vgl. Band 1, Kap. 2, S. 56–57
15. ↑  Vgl. Band 4, Kap. 20, S. 35–36
16. 1 2 3  Vgl. Band 4, Kap. 21, S. 51–60
17. ↑  Vgl. Band 1, Kap. 6, S. 133
18. ↑  Vgl. Band 1, Kap. 1, S. 29
19. ↑  Vgl. Band 3, Kap. 18, S. 119
20. ↑  Vgl. Band 1, Kap. 1, S. 7
21. ↑  Vgl. Band 1, Kap. 1, S. 7–10
22. ↑  Vgl. Band 1, Kap. 4, S. 95
23. 1 2 3  Vgl. Band 3, Kap. 18, S. 120
24. ↑  Vgl. Band 1, Kap. 4, S. 96
25. ↑  Vgl. Band 1, Kap. 4, S. 94
26. ↑  Vgl. Band 1, Kap. 1, S. 12
27. ↑  Vgl. Band 2, Kap. 8, S. 23
28. ↑  Vgl. Band 1, Kap. 1, s. 9–11
29. ↑  Vgl. Band 1, Kap. 1, S. 16–18
30. ↑  Vgl. Band 1, Kap. 1, S. 18
31. ↑  Vgl. Band 1, Kap. 2, S. 45–47
32. ↑  Vgl. Band 8, Kap. 44, S. 87
33. 1 2  Vgl. Band 1, Kap. 4, S. 90
34. ↑  Vgl. Band 1, Kap. 5, S. 102
35. ↑  Vgl. Band 9, Kap. 48, S. 34–35
36. ↑  Vgl. Band 9, Kap. 48, S. 35
37. ↑  Vgl. Band 9, Kap. 48, S. 41
38. ↑  Vgl. Band 9, Kap. 49, S. 79
39. ↑  Toudai: 勇者召喚に巻き込まれたけど、異世界は平和でした. In: Shōsetsuka ni Narō. Abgerufen am 1. November 2024 (japanisch).
40. 1 2  第一回モーニングスター大賞特集ページ. In: Shinkigensha. Abgerufen am 1. November 2024 (japanisch).
41. ↑  第一回モーニングスター大賞　受賞者インタビュー. In: Shinkigensha. Abgerufen am 1. November 2024 (japanisch).
42. ↑  「勇者召喚に巻き込まれたけど、異世界は平和でした」コンプエースで新連載. In: Comic Natalie. 25. August 2018, abgerufen am 1. November 2024 (japanisch).
43. ↑  「勇者召喚に巻き込まれたけど、異世界は平和でした」コミカライズ版1巻. In: Comic Natalie. 27. April 2019, abgerufen am 1. November 2024 (japanisch).
44. ↑  【9月25日付】本日発売の単行本リスト. In: Comic Natalie. 25. September 2024, abgerufen am 1. November 2024 (japanisch).
45. ↑  Nico Lang: Seven Seas lizenziert »I Got Caught Up In a Hero Summons«. In: Anime2you.de. 24. Februar 2021, abgerufen am 1. November 2024.
46. ↑  Seven Seas Comes in Peace with License of I GOT CAUGHT UP IN A HERO SUMMONS, BUT THE OTHER WORLD WAS AT PEACE! Manga Series. In: Seven Seas Entertainment. 21. Februar 2024, abgerufen am 1. November 2024 (amerikanisches Englisch).
47. ↑  Alex Mateo: North American Anime, Manga Releases, August 8-14. In: Anime News Network. 10. August 2021, abgerufen am 1. November 2024 (amerikanisches Englisch).
48. ↑  Meian acquiert le manga I Got Caught Up In a Hero Summons. 10. Dezember 2024, abgerufen am 11. Dezember 2024 (französisch).
49. ↑  『勇者召喚に巻き込まれたけど、異世界は平和でした』がシリーズ累計30万部を突破. In: LN-News.com. 24. Januar 2021, abgerufen am 5. Februar 2025 (japanisch).
50. ↑  シリーズ累計発行部数. In: LN-News.com. Archiviert vom Original am 12. Mai 2025; abgerufen am 7. Mai 2025 (japanisch).
51. ↑  週間 ライトノベルランキング2020年06月01日付. In: Oricon. Archiviert vom Original am 8. Juni 2020; abgerufen am 20. April 2025 (japanisch).
52. ↑  週間 ライトノベルランキング2021年10月18日付. In: Oricon. Archiviert vom Original am 20. Oktober 2021; abgerufen am 20. April 2025 (japanisch).
53. ↑  週間 ライトノベルランキング2022年07月18日付. In: Oricon. Archiviert vom Original am 17. Juli 2022; abgerufen am 20. April 2025 (japanisch).
54. ↑  週間 コミックランキング2022年05月09日付. In: Oricon. Archiviert vom Original am 11. Mai 2022; abgerufen am 20. April 2025 (japanisch).
55. ↑  週間 コミックランキング2023年08月07日付. In: Oricon. Archiviert vom Original am 7. August 2023; abgerufen am 20. April 2025 (japanisch).
56. ↑  週間 コミックランキング2024年10月07日付. In: Oricon. Archiviert vom Original am 4. Oktober 2024; abgerufen am 20. April 2025 (japanisch).
57. ↑  Sage Ashford, Jake Buchalter, Timothy Blake Donohoo, Robbie Robinson: 30 Isekai Manga That Are Better Than You'd Expect. In: Comic Book Resources. 22. Oktober 2024, abgerufen am 1. November 2024 (amerikanisches Englisch).
58. ↑  Sage Ashford: 11 Best Isekai Manga That Still Need Anime Adaptations. In: Comic Book Resources. 14. April 2023, abgerufen am 1. November 2024 (amerikanisches Englisch).
59. ↑  Neon Onrai: 感想：『勇者召喚に巻き込まれたけど、異世界は平和でした』人の痛みがわかる主人公の繊細な心と良縁。この作品、なんか優しい（ネタバレあり）【おすすめ異世界漫画】. In: Dengeki Online. 29. August 2023, abgerufen am 1. November 2024 (japanisch).
60. ↑  Joanna Cayanan: MyAnimeList Rolls Out List of Manga Recommendations for 2024. Anime News Network, 10. April 2024, abgerufen am 1. April 2025 (amerikanisches Englisch).